# 2014年8月名人照片泄露事件
2014年8月名人照片泄露事件，又称iCloud名人照片泄露（英語：iCloud leaks of celebrity photos），在欧美它被戏称为“Fappening”或者“Celebgate”（名人门），中文媒体称之为“好莱坞艳照门”，是指2014年8月31日，约200张大多为好莱坞女性艺人的私人照片（包括裸照等不雅隐私内容）被人盗取并上传至了贴图网站4chan，有匿名人士用比特币交换所购得的照片。照片随后被Reddit、Imgur和Tumblr用户转发。苹果公司调查发现，这些私人相片的盗取者为了取得图片，非常有针对性地攻击了帐户名、密码和安全问题。

## 内容与受害者
最初公布的影片和照片涉及100多人，包括热门影星。艳照遭泄后不久，一些受影响名人发表声明，证明或否认照片的真实性。证实私照真实性的名人有詹妮弗·劳伦斯（由发言人证实）、凯特·阿普顿及其男友贾斯丁·韦兰德（由厄普顿律师证实）、玛丽·伊丽莎白·文斯蒂德（透过Twitter证实）、凯莉·库柯（透过Twitter证实）和克尔斯滕·邓斯特（还批评了iCloud服务）。吉尔·斯科特透过Twitter证实遭泄的照片有一张是自己的，但另外一张是假的。
否认照片真实性的名人有爱莉安娜·格兰德和伊冯娜·斯特拉霍夫斯基。奥运体操选手麦琪拉·玛隆妮起初在推特上否认照片的真实性，后来证实照片是合法的，自己拍下照片时尚未成年。维多利亚·嘉丝蒂否认照片的真实性，但后来在Twitter上表示将采取法律行动，认为泄露不仅对自己的隐私构成巨大的侵犯，也包括所有涉事名人的隐私。

## 散播
被匿名上传至Reddit和4chan后，照片在网上迅速流传。名人八卦博主佩雷斯·希尔顿转发照片不久后撤下，并发布道歉声明称做了个错误示范。
事件的主要散播站点Reddit创建了部分照片的外链，当天就吸引75000名网民。Reddit管理员因违反网站反凭证追踪原则而遭到谴责。至于玛隆妮未满18岁时拍下的照片，Reddit员工为其表示失望，并警告称，任何人转发此前在事件中流出的《莉斯的高中生活》未成年照片，会被网站永久封禁，并面临分发儿童色情物品的检控。
照片被公开前的几个星期就在私底下流传，但细节尚未清楚。有迹象表明存在未公开的照片和视频。《每日邮报》引述4chan和Deadspin的匿名海报，称黑客圈子、交易员和销售者为了大量释放酝酿了数月。

## 媒体反应
作家范·巴德姆谴责泄漏照片及分享照片的网民。演员莉娜·丹恩在Twitter上恳请人们不要阅览照片，称会亵渎涉事女性。女演员艾玛·沃特森不仅谴责公布照片的行为，还称社交媒体没有同情心。演员塞斯·罗根和卢卡斯·奈夫亦对发布照片的黑客和网民表示反对。底特律老虎王牌投手维兰德此前在对阵克里夫兰印第安人比赛中，透露公开私生活的意愿，宁愿集中于老虎队与堪萨斯城皇家争夺美国联盟中区比赛，而不让队友分心。
照片在网上流传后不久，《福布斯》撰文呼吁大众不要用iCloud存储敏感照片，并用另一篇文章介绍如何全面关闭iCloud。
事件派生了许多名字，包括“Fappening”（“The Happening”和“fap”混合，意为“手淫”）和“Celebgate”(名人门)（取义于水门事件）。这个词遭到《每日电讯报》的批评，认为不仅会淡化事件性质，而且为异常严峻的形势施放烟雾。该报文章的标题和子标题用到了这一词语。
美国有艺术家为达到抗议谷歌整合免费功能，使得用户资料及喜好全部被掌握，发起“恐惧谷歌”活动，更将詹妮弗·劳伦斯和凯特·阿普顿的裸照公开展示。

## 调查
聯邦調查局表示已掌握到计算机入侵和非法高调释放私人资料的指控。詹妮弗·劳伦斯已联络警方，其公关人员表示当局会检控泄露其照片的任何人。《福布斯》专栏作家约瑟夫·斯坦伯格质疑执法机关和技术提供商的反应，指出名人与普通公民的处理方法不同，案件的执法可能不合法。
苹果表示正核查iCloud服务是否存在为照片泄漏有责任的安全漏洞，表示会“非常认真地对待用户隐私”。起初，涉及查找我的iPhone服务的安全漏洞，允许黑客运行脚本反复猜测用户密码，直到找到正确密码。苹果已修复该漏洞。安全专家表示，安全漏洞可能阻止双重身份验证启动。“一般而言，苹果提供这种保护有点晚，还不张扬。”安全公司FireEye的达里恩·欣德隆德威胁情报组组长表示。
2014年9月2日，苹果发布新闻稿称“经过40多个小时的调查，发现某些被破坏的名人帐户的用户名、密码和安全问题被非常有针对性的攻击，这种做法在网上太常见。”
安全专家Nik Cubrilovic表示，除了照片，短信、日历、通讯录、电话呼叫记录及其他储存在电话中的数据，备份至云服务容易被盗。

## 後續
這件事直到最近幕後駭客也已經曝光，由瑞恩柯林斯和曾任職過高中教師克里斯托弗·布蘭南（Christopher Brannan）所犯下案行，兩人分別被美國聯邦檢查官辦公室判34個月和5年刑期。

## 政策调整
苹果CEO蒂姆·库克接受《华尔街日报》采访时表示，公司计划采取额外措施保护用户安全发送电邮和推送通知，以防有人将iCloud数据还原至新设备，或使用新设备登录账户。